# Луди дани
Луди дани је југословенски филм први пут приказан 8. јула 1977. године. Режирао га је Никола Бабић а сценарио су написали Никола Бабић, Виргилије Невјестић и Крунослав Квин.

## Радња
Јуре, Шимун, Јосо, Мате и други гастарбајтери дошли су на ускршњи одмор у мало место у Далматинској загори. Хвале се стеченим богатством и не излазе из локалне кафане. Са стране се држи једино Шимун звани Клемпо, који је остао сиромашан, поред тога што је 15 година провео у Немачкој. Изнервиран што му Клемпо кибицира при картању, Јуре га изазове на двобој: онај ко је скупио већи иметак морат ће се скинути го пред читавим местом. Клемпо се чини као сигурни губитник, но његова струњача пуна је немачких марака. Јуре је осрамоћен, но убрзо сазнаје да је у подвали учествовао његов комшија Јосо Мачковић…

## Улоге
| Глумац            | Улога                              |
| ----------------- | ---------------------------------- |
| Звонко Лепетић    | Јуре Франић                        |
| Илија Ивезић      | Јосо Мачковић                      |
| Спасо Папац       | Шимун Луцин - Клемпо               |
| Перица Мартиновић | Цвита                              |
| Божидар Бобан     | Иве, трубач                        |
| Нико Павловић     | Нико, младић који одлази у Немачку |
| Хермина Пипинић   | Јања                               |
| Марија Шекелез    | Јеле, кума                         |
| Петар Добрић      | Мартин, човјек с наочалима         |
| Владимир Медар    | Професор                           |
| Душко Ерцеговић   | Стипе, карташ                      |

Остале улоге  ▼
| Глумац                 | Улога                    |
| ---------------------- | ------------------------ |
| Маринко Додиг          | Кибицер                  |
| Терезија Дадић Лепетић | Кате, конобаричина мајка |
| Ана Регио              | Госпођа на спроводу      |
| Хасија Борић           | Јурина жена              |
| Винко Краљевић         | Анте, младић за шанком   |
| Мирко Боман            | Гост у биртији           |
| Перо Врца              | Петар, човек с беретком  |
| Мартин Томић           | Младић за шанком         |
| Дарко Делонга          | Маркеша                  |

## Награде
- Пула 77' - Звонко Лепетић је награђен Сребрном ареном;[2] Награда филмске критике за режију[2]
- Ниш 77' - Специјална диплома за мушку улогу Звонку Лепетићу;[2] Повеља за мушку улогу Илији Ивезићу[2][3]